# Virtù e la Legge
Le Virtù e la Legge è un affresco (660 cm alla base) di Raffaello Sanzio, databile al 1511 e situato nella Stanza della Segnatura, una delle quattro Stanze Vaticane.

## Storia
L'affresco delle Virtù fu l'ultimo ad essere completato nella Stanza della Segnatura, probabilmente entro il 1511 come farebbe pensare l'iscrizione sullo sguancio della finestra: JVLIVS. II. LIGVR. PONT. MAX. AN. CHRIS. MDXI. PONTIFICAT. SVI. VIII.. La parete sud, che doveva essere dedicata alla giurisprudenza e chiudere i richiami alle categorie del sapere (con la teologia, la filosofia e la poesia degli altri affreschi), aveva una forma particolarmente irregolare per la presenza di un'alta apertura al centro. Durante la Repubblica Romana instaurata dai giacobini e successivamente nel periodo napoleonico, i francesi elaborarono alcuni piani per staccare gli affreschi e renderli portabili. Infatti, espressero il desiderio di rimuovere gli affreschi di Raffaello dalle pareti delle Stanze Vaticane e inviarli in Francia, tra gli oggetti spediti al 
Musée Napoléon delle spoliazioni napoleoniche, ma questi non vennero mai realizzati a causa delle difficoltà tecniche e i tentativi falliti e disastrosi dei francesi presso la chiesa di San Luigi dei Francesi a Roma.

### Studi

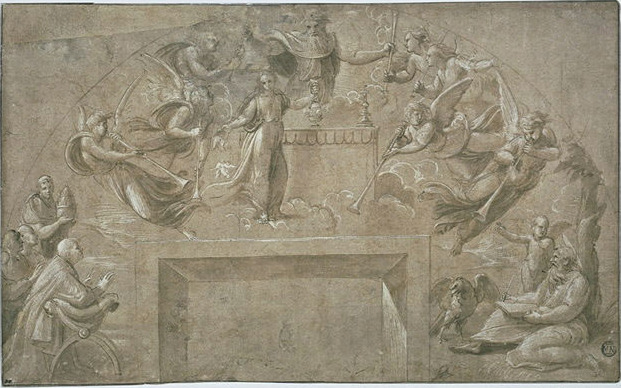
Copia da Raffaello, Studio per l'Apocalisse, Cabinet des Dessins del Louvre

Al Louvre si conserva la copia di un abbozzo preliminare destinata a una delle stanze con l'Apocalisse come soggetto. Tale rappresentazione veniva di solito associata a un mancato progetto per la Stanza di Eliodoro (Muntz), forse destinato alla parete nord, al posto della Liberazione di san Pietro (Crowe, Cavalcaselle, Springer, Venturi, e Redig de Campos), o alla parete sud, quella della Messa di Bolsena (Ruland, Pastor, Fischel, Steinmann, Hartt e Freedberg), anche in virtù della posizione decentrata della finestra.
La presenza però del ritratto di Giulio II senza barba, anteriore al voto del 17 agosto 1510, assieme alla scarsa presa degli elementi che collegano questo progetto alla Stanza di Eliodoro, farebbero piuttosto pensare a un mancato progetto per la parete su della Stanza della Segnatura. L'Apocalisse dopotutto sarebbe il più importante giudizio, quello Universale, legato quindi al tema della legge (divina), ed avrebbe bilanciato le pareti con una doppia contrapposizione tra temi religiosi (con la Disputa del Sacramento) e profani (la Scuola di Atene e il Parnaso). Il tema potrebbe essere stato abbandonato dopo la sconfitta del papa dai francesi.

## Descrizione e stile

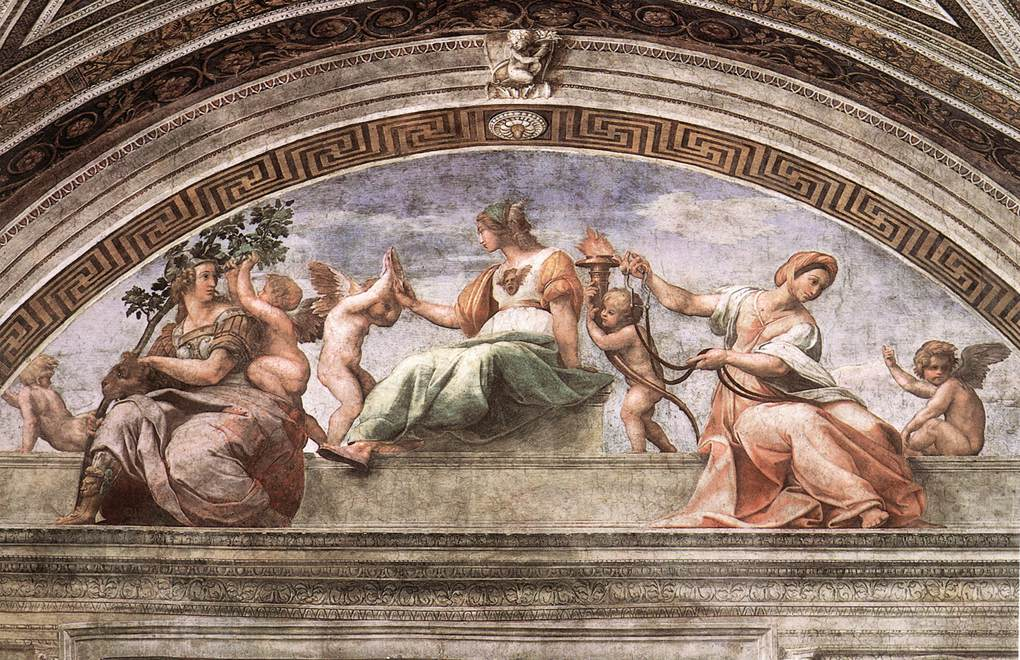
Le Virtù

Raffaello risolse il problema della forma della parete dividendola, tramite una finta intelaiatura architettonica, in tre zone: una superiore, dove su un parapetto che si staglia contro il cielo si trovano tre Virtù, e due laterali, dove dietro ad altrettante nicchie si svolgono le scene di Triboniano che consegna le Pandette a Giustiniano (diritto civile) e Gregorio IX che approva le Decretali (diritto canonico).

### LeVirtù
Nella parte superiore, su uno zoccolo o di un parapetto, stanno tre figure femminili simboleggianti le virtù. Da sinistra si riconoscono la Fortezza, con l'elmo in testa e con un ramo di rovere (allusione al casato di Giulio II Della Rovere), la Prudenza, vestita di verde e bianco e provvista anche di un secondo volto, quello virile di un anziano che le guarda le spalle tra i capelli, e la Temperanza, che impugna le redini. La Giustizia, quarta Virtù cardinale, è raffigurata nel medaglio corrispondente sulla volta. Essa, secondo la dottrina platonica elaborata da sant'Agostino, è gerarchicamente superiore alle altre.
Alla scena prendono parte anche cinque putti, alati e non, che collegano con movimenti armoniosi le figure principali. Tre di essi impersonano le Virtù teologali: quello che coglie i frutti dal ramo della Fortezza rappresenta la Carità, quello con la fiaccola la Speranza (alludendo alla parabola biblica delle dieci vergini), e quello che addita il cielo la Fede.
Le forme ampie e monumentali dimostrano l'influenza di Michelangelo, che nell'agosto del 1511 aveva rivelato gli affreschi della volta della Cappella Sistina. Il ritmo però è reso misurato e composto, di impianto classico, da Raffaello, avvicinandosi già agli sviluppi della Stanza di Eliodoro.

### Triboniano consegna le Pandette a Giustiniano

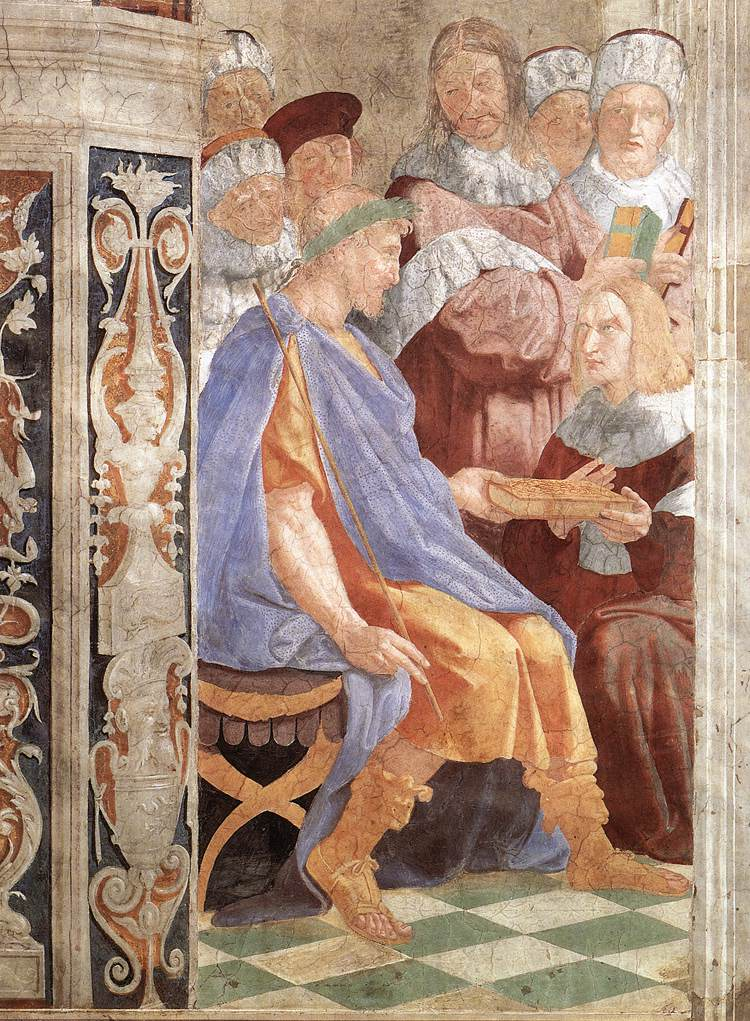
Triboniano consegna le Pandette a Giustiniano

In basso a sinistra, a lato della finestra, si trova la scena di Triboniano che consegna le Pandette a Giustiniano, che celebra il diritto naturale e civile. L'imperatore è seduto di profilo, con i segni del potere ben in vista (corona e scettro), mentre riceve da Triboniano inginocchiato un libro; assistono una serie di dignitari con cappelli esotici, ispirati a fogge bizantine.
L'opera subì gravi danni che ne peggiorarono la leggibilità. L'esecuzione dell'affresco è di solito riferita ad aiuti del Sanzio, che operarono su suo disegno, probabilmente il Sodoma. Ludovico Dolce, nel Dialogo della pittura (1557) accennò a un restauro degli affreschi delle Stanze da parte di Sebastiano del Piombo, che Pallucchini (1944) ipotizza dubitativamente relativo a questa scena. Nel 2000 la scena è stata invece ritenuta uno dei segni della documentata presenza di Lorenzo Lotto nel cantiere delle stanze.

### Gregorio IX approva le Decretali

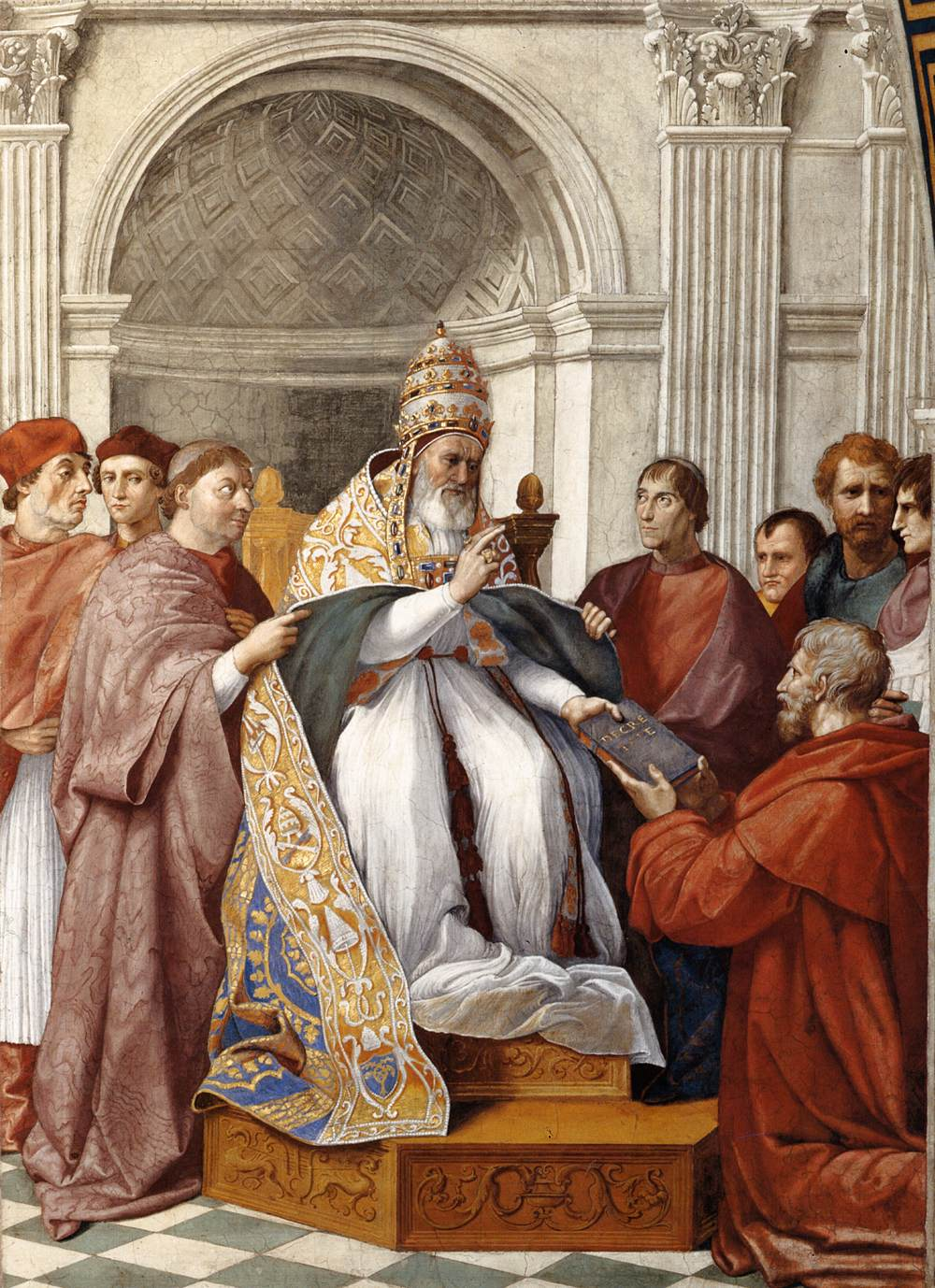
Gregorio IX approva le Decretali

Il lato destro è occupato dalla scena di Gregorio IX che approva le Decretali. Ambientato davanti a una nicchia con cassettoni a losanga analoga a quella dell'altra scena, vi è legata da un sistema di corrispondenze: un papa contrapposto a un imperatore e il diritto canonico contrapposto a quello civile.
Il maggiore spazio permise una rappresentazione più articolata, con il trono del papa che si articola plasticamente in prospettiva, scorciato secondo un punto di fuga che si trova nel centro ideale della parete, quindi a sinistra dell'affresco. Il papa benedicente, indossante il triregno e un sontuoso piviale, ha le fattezze di Giulio II, mentre il cardinale che gli regge il manto a sinistra potrebbe essere Giovanni de' Medici, futuro Leone X, con alle spalle il cardinale Bibbiena e Antonio Del Monte; il porporato di destra è invece identificabile con il cardinale Giulio de' Medici futuro papa Clemente VII, affiancato da Alessandro Farnese, futuro Paolo III
La barba del pontefice induce a datare l'opera a dopo il giugno 1511, quando il pontefice tornò a Roma dopo aver fatto voto di non radersela più finché non avesse liberato l'Italia dagli stranieri.
L'opera è generalmente riferita ad aiuti, su disegno del Sanzio, forse Baldassarre Peruzzi o Guglielmo di Marcillat.